# 孫承祐
孙承祐（936年—985年），杭州钱塘人，五代十国吴越国至北宋官员。

## 生平
钱俶纳其姊孫太真为妃，孙承祐被提拔到要职，官至浙江东道盐铁副使、镇海镇东两军节度副使、知静海军节度事。开宝初年，随钱俶子钱惟濬入贡，宋太祖下诏授孙承祐为光禄大夫、檢校太保、镇东镇海等军行军司马。钱俶又任命他为中吳軍節度使。开宝七年（974年），钱俶再派孙承祐入贡，赐袭衣、玉带、鞍勒马、黄金器五百两、银器三千两、杂彩五千匹，令他谕旨钱俶，出征南唐。宋军渡江，命内客省使丁德裕率步骑一千，诏命钱俶以所部与丁德裕会攻常州、润州。孙承祐跟随钱俶攻克毗陵，有功，宋朝改中吴军为平江军，真授孙承祐为节度使。太平兴国年间，钱俶朝觐，献地归宋，孙承祐改任泰宁军节度使。太平兴国五年（980年），跟随宋太宗至大名府，留为知府事。雍熙二年（985年），改知滑州，数月后去世，赠太子太师，中使护葬。

## 轶事
孙承祐在浙江时，凭借亲宠，非常奢侈，每次饮宴，杀死动物以千数，平时膳食也数十品才能下箸。所居室中，烧的龙脑每天不下数两。跟随太宗北征，以骆驼驮着大桶贮水养鱼跟随。至幽州南村落间，天色已晚，西京留守石守信与其子驸马都尉石保吉及近臣十数人尚未吃早饭，正好遇到孙承祐，请他到他歇息的帐幕中，细切鱼准备好饭，穷极山珍海味，人们都很惊奇。孙承祐年少时，曾经梦到一人将一株著草，增加一株给他。醒来，对亲人说，大衍之数五十，其用四十有九，今增其一，我的寿命就此终止了吗。果然五十岁去世。

## 子
其子孙诱，是钱俶的女婿，在宋朝官至驾部郎中，出为淮南节度行军司马。